# Triplectides proximus
Triplectides proximus är en nattsländeart som beskrevs av Arturs Neboiss 1977. Triplectides proximus ingår i släktet Triplectides och familjen långhornssländor. Inga underarter finns listade i Catalogue of Life.